# Manuel Rubido Díaz
Manuel Rubido Díaz is een Cubaans diplomaat. Hij diende als ambassadeur in Belize en Suriname.

## Biografie
Manuel Javier Rubido Díaz was sinds begin september 2008 ambassadeur in Belize.
Rond 2016 trad hij aan als de nieuwe ambassadeur van Cuba in Suriname. Hij bleef aan in deze functie tot oktober 2018. Het jaar erop werd hij opgevolgd door Igor Azcuy González.